# Henderson (cràter)
Henderson és un cràter localitzat a la cara oculta de la Lluna.
Es tracta d'un cràter desgastat, amb una vora poc profunda. No presenta impactes significatius sobre la vora o l'interior, excepte un cràter més petit i una mica desgastat s'uneix a la vora exterior del costat sud. Una cresta de material discorre des la vora nord-oest fins al punt central de la plataforma central. Henderson es troba dins de les restes erosionades d'un cràter més antic i de major grandària.

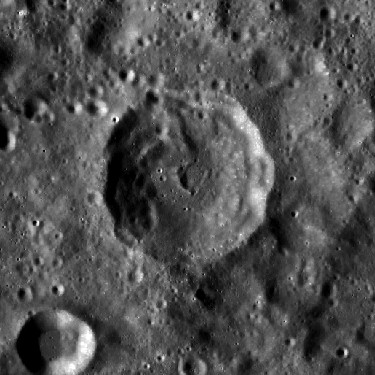
Fotografia de la missió Lunar Reconnaissance Orbiter

## Cràters satèl·lit
Per convenció aquests elements s'identifiquen en els mapes lunars col·locant la lletra en el costat del punt central del cràter que està més proper a Henderson.
|           | \| Henderson \| Coordenades \| Diàmetre \| \| --------- \| ------------------------------------ \| -------- \| \| B \| 7° 36′ N, 153° 12′ E / 7.6°N,153.2°E \| 18 km \| \| F \| 4° 42′ N, 155° 42′ E / 4.7°N,155.7°E \| 14 km \| \| G \| 3° 36′ N, 155° 48′ E / 3.6°N,155.8°E \| 46 km \| \| Q \| 3° 24′ N, 151° 00′ E / 3.4°N,151.0°E \| 17 km \| |          |
| Henderson | Coordenades | Diàmetre |
| B         | 7° 36′ N, 153° 12′ E / 7.6°N,153.2°E | 18 km    |
| F         | 4° 42′ N, 155° 42′ E / 4.7°N,155.7°E | 14 km    |
| G         | 3° 36′ N, 155° 48′ E / 3.6°N,155.8°E | 46 km    |
| Q         | 3° 24′ N, 151° 00′ E / 3.4°N,151.0°E | 17 km    |